# زاروهی گالمکاریان
زاروهی گالمکاریان (ارمنی: Զարուհի Գալեմքեարեան؛ ۲۰ ژوئیه ۱۸۷۱ – ۱۹۷۱) یک نویسنده، مقاله‌نویس، شاعر و نیکوکار برجسته ارمنی بود.

## زندگی
زاروهی گالمکاریان با نام اصلی زاروهی صِفِریان در سوی آسیایی تنگه بسفر در کنستانتینوپل زاده شد. وی در همانجا در مدرسه محلی ارمنیان «آرامیان» تحصیل نمود.. وی شروع به انتشار تحت نام مستعار «Yevterpe» و پس از ازدواجش «G. Zaruhi» کرد. وی اشعار زیاد در کنستانتینوپل منتشر نمود و سپس این کار را در ایالات متحده آمریکا ادامه داد. وی در نیویورک سیتی ساکن شد و در تعداد زیادی از بنیادهای خیریه و بشردوستانه جامعه ارمنی شرکت نمود.

## کتابشناسی
- بیداری (Zartonk)[الف] کتاب شعر (۱۸۹۳)
- کتاب نوه من (Tornigis Kirke)[ب]  سفرنامه (۱۹۳۶)
- جاده ی زندگی من (Gyankis Jampen)[پ]  خاطرات (۱۹۵۲)
- روزها و چهره‌ها (Orer yev Temker)[ت] ‏ (۱۹۶۵)

## زیرنویس
1. ↑  The Awakening
2. ↑  My Grandchildren's Book
3. ↑  My Life's Road
4. ↑  Days and Faces